# Diccionario Houaiss de la Lengua Portuguesa
El Gran Diccionario Houaiss de la Lengua Portuguesa (en portugués: Grande Dicionário Houaiss da Língua Portuguesa) es un diccionario de idioma portugués elaborado por el lexicógrafo brasileño Antônio Houaiss. La primera edición fue lanzada en 2001, en Río de Janeiro, por el Instituto Antônio Houaiss.

## Historia
El proyecto de confección del diccionario comenzó en 1985. El lexicógrafo Antônio Houaiss tenía la ambición de crear el diccionario más completo de lengua portuguesa jamás compilado. Dieciséis años después, el Diccionario Houaiss fue concluido, contando durante ese periodo con un equipo de más de 150 especialistas brasileños, portugueses, angoleños y timorenses.
Lanzado en septiembre de 2001, fue definido como "el más completo diccionario brasileño" por la revista Época, considerado "imbatible" por la revista Vea y consagrado como el gran lanzamiento editorial de 2001 por el Caderno B y por la Revista de Domingo, del Jornal do Brasil, así como por los periódicos O Globo, Estado de Minas y Jornal da Tarde.
El Diccionario Houaiss reúne más de 228 500 palabras, 376 500 acepciones, 415 500 sinónimos, 26 400 antónimos y 57 000 palabras arcaicas. Además de la cantidad de marbetes, el equipo de edición investigó también las etimologías de cada palabra y su primer registro en el idioma portugués. El vocabulario del Diccionario Houaiss comprende la terminología actual del sector tecnológico y científico, así como nomenclaturas actualizadas en el campo de la zoologia, botânica y anatomia, y aun expresiones populares y términos específicos del portugués europeo, brasileño, africano y asiático. En Brasil, el Diccionario Houaiss es uno de los diccionarios más prestigiados, al lado del Diccionario Aurélio, y de los más vendidos, al lado de este y del Diccionario Michaelis. En 2002, surgió una versión adaptada del diccionario para el mercado de Portugal, donde el Diccionario ha venido a hacerse una obra de referencia importante. El Instituto Antônio Houaiss de Lexicografía editó también diccionarios más pequeños, como el Diccionario de conjugación verbal y el Diccionario de sinónimos y antónimos.
En 2012, el Ministerio Público Federal (MPF) ejerció, el día 22 de febrero, una acción civil pública contra la Editora Objetiva y el Instituto Antônio Houaiss, solicitando la inmediata retirada de circulación, suspensión de tirada, venta y distribución de las ediciones del Diccionario Houaiss, bajo la alegación de que la publicación era discriminatoria y preconceituosa en relación con la etnia gitana. La palabra cigano ha en el diccionario como uno de sus significados “que o aquel que trapaceia; velhaco, burlador” y “que o aquel que hace barganha, que es apegado al dinero; agiota, sovina”. Estos términos son expresos para uso de la palabra cigano de forma peyorativa, o sea, de forma depreciativa.

## Versión electrónica
| Versión                  | Fecha             | Peculiaridad                                                               |
| ------------------------ | ----------------- | -------------------------------------------------------------------------- |
| 1.0                      | 2001              |                                                                            |
| 2.0                      | 2005              | Corrige diversos bugs, como lo del artículo "3-D", que trababa el programa |
| 2.0a                     | Abril de 2007     |                                                                            |
| 3.0                      | 2009              | Nueva interfazgráfica Adequação al Acuerdo Ortográfico                     |
| 2009.3 (nueva marcación) | Noviembre de 2009 |                                                                            |